# Hukowo
Hukowo (biał. Гукова; ros. Гуково) – wieś na Białorusi, w obwodzie brzeskim, w rejonie lachowickim, w sielsowiecie Olchowce.

## Historia
W dwudziestoleciu międzywojennym leżało w Polsce, w województwie nowogródzkim, w powiecie baranowickim, w gminie Niedźwiedzice. W 1921 miejscowość liczyła 337 mieszkańców, zamieszkałych w 57 budynkach, w tym 335 Polaków i 2 Białorusinów. 329 mieszkańców było wyznania prawosławnego, 4 rzymskokatolickiego i 4 mojżeszowego.
Po II wojnie światowej w granicach Związku Sowieckiego. Od 1991 w niepodległej Białorusi.